# هنر ویکتوریایی
مکتب هنر ویکتوریایی یا هنر ویکتورین (به انگلیسی: Victorian decorative arts) که در ۱۹۰۰-۱۸۲۰ در انگلستان و آمریکا رواج داشت و این مکتب برگرفته از خانوادهٔ سلطنتی و اشرافیت نیست بلکه یک پاسخ در مقابل عوامل و بازتاب‌های زیبایی شناسانه اجتماع آن دوران بود. پیروان مکتب ویکتوریا اعتقاد داشتند که ارائه بسیار خوب و مؤثر از مواد و مصالح مختلف چشم و دید بصری را تقویت می‌کند. لذا آن‌ها به تزیینات بیش از حد پرداختند به این ترتیب که خانه‌های ویکتوریایی از اغراقات در تزیین‌های ویکتوریایی پر شد و این سبک به گونه‌ای از آسایش تزلزل ناپذیر خبر می‌داد و به عبارت دیگر شلوغی این سبک را نشان می‌داده است. از هنرمندان این سبک می‌توان به آگوستوس ولبی نورث مورپیوگین اشاره کرد.
بازرگانان هنر ویکتوریایی را که منشا آن انگلستان بود به سرزمین‌های دیگر بردند.

## ویژگی‌ها
از ویژگی‌های این هنر تزیین کاری افراطی که از ویژگی‌های معماری معاصر آن زمان بود، طراحی خشن و خام، حروف نگاری (تایپو گرافی)
بسیار ضعیف، قالب‌های جدید پرداخت شده از حروف بودانی و دیدات رواج یافت و تبدیل به قالب‌های به وجود آمده در مکتب ویکتورین شده البته آن‌ها درشت تر و سیاه تر بودند که به حروف سیاه معروف بودند که فرم‌های جدیدی درحروف نگاری به وجود آمد. از جمله این که آن‌ها توانستند حروف خطی دور سفید سایه دار را به وجود آوردند.
حروف مصری که پس از کشورگشایی‌های ناپلئون احیا شده بود تبدیل به حروف سیاه و پیوسته شد که یکی از اصولی‌ترین فرم‌های حروف نگاری آن دوره شد و قالب‌های چوبی در این دوره متداول شد. یکی از خصوصیات صفحه آرایی ویکتوریایی تنوع شدید، حجم و اندازهٔ حروف که در یک تیتر واحد به صورت فشرده بود و این اعتقاد وجود داشت که باید از هر ذره نهایت استفاده را برد.
حکاکی روی چوب، کلیشه سازی و حروف گوتیک اروپایی در نهایت مسیر را برای حضور اشکال منفی دار و ارگانیک مهیا کرد. در طول دوران ۷۵ سالهٔ خود خود سبک گوتیک را مجدداً احیا کرد و به استقبال مدرنیسم شتافت.

## عکاسی ویکتوریایی
دوره ملکه ویکتوریا در هنر که دوره ویکتوریایی هم گفته می‌شود، دوره اوج انقلاب صنعتی در بریتانیا و اوج امپراتوری بریتانیا بود؛ در این دوره که همزمان با شروع تاریخ عکاسی است عکاسان در حال تجربه کردن با دوربین، این اختراع جدید عصر خود هستند.
خلاقیت عکاسان این دوره در سوژه یابی به نوعی حس شوخ‌طبعی ترسناک ختم شد. عکاسی از افراد مرده خانواده که بیشتر به منظور باقی‌ماندن تصویری و یادی از آن‌ها انجام می‌گرفت مشهورترین سوژه این عکاسان بود.
اما یکی دیگر از سوژه‌های مورد علاقه عکاسان این دوره عکاسی از افراد بدون سر است که به مجموعه"پرتره‌های بی سر" مشهور است. در این مجموعه عکاس، سر سوژه اش را از تصویر تن او جدا می‌کند و در دست، روی میز، روی هوا یا در حالی که جسم تیزی در آن فرو رفته قرار می‌دهند. یکی از عکاسان این مجموعه جرج ایستمن است که عکس او از مردی که با چاقوی خونین در یک دست و سر خود در دست دیگر در برار دوربین ایستاده از عکس‌های مشهور دوره ویکتوریایی در تاریخ عکاسی است. این مجموعه تصویر همگی به سال‌های پیش از ۱۸۷۵ برمی‌گردد و تلاش هنرمندان برای خلق اثری متفاوت را نشان می‌دهد.

### هنرهای دکوراتیو
دیزاین‌های ویکتوریایی به‌طور گسترده‌ای با زینت‌های بیش از حد آن مشاهده می‌شود و با احیا و استفاده از سبک‌های تاریخی آمیخته با هنر آسیای میانه و شرق در مبلمان و دکوراسیون داخلی شناخته می‌شود. هنر و صنایع دستی، جنبش زیبایی شناسی، سبک انگلستان و ژاپن، و آرت نوآ در اواخر دوره ویکتوریا آغاز شده‌اند.

## کاغذ دیواری
کاغذ دیواری اغلب در الگوهای گل استادانه با رنگ اصلی (قرمز، آبی و زرد) در زمینه ساخته شده بود. ویلیام موریس یکی از با نفوذترین طراحان تصویر زمینه و پارچه در نیمه دوم از دوره ویکتوریا بود. موریس از پرده‌های نقش دار قرون وسطی و گوتیک در کار خود الهام گرفته و استفاده کرده‌است.

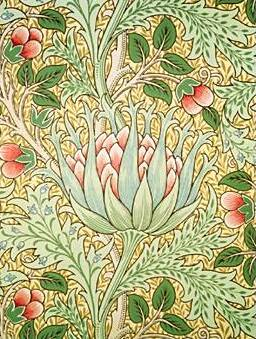
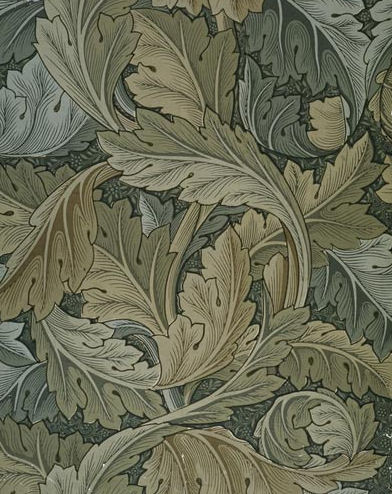
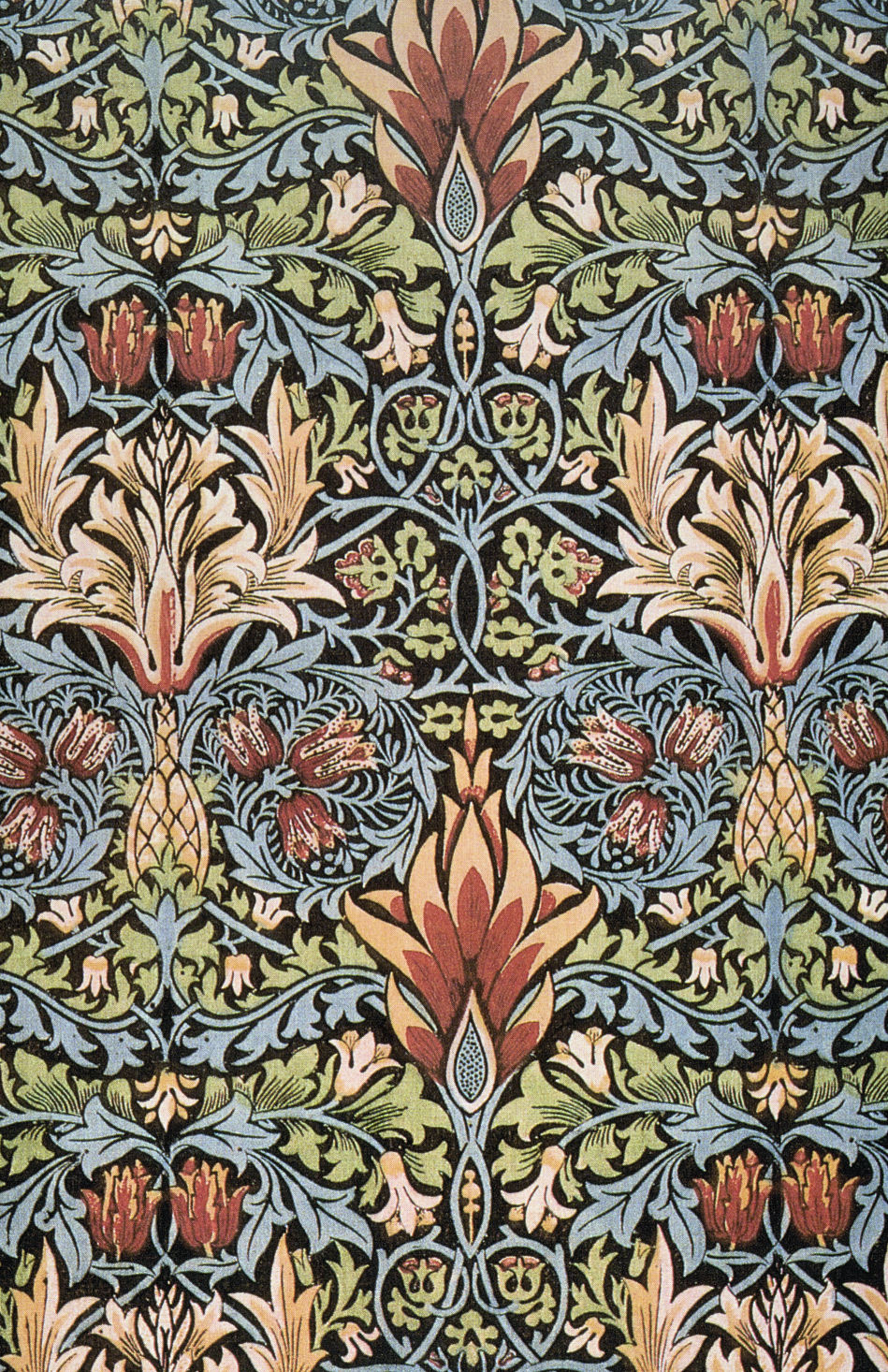
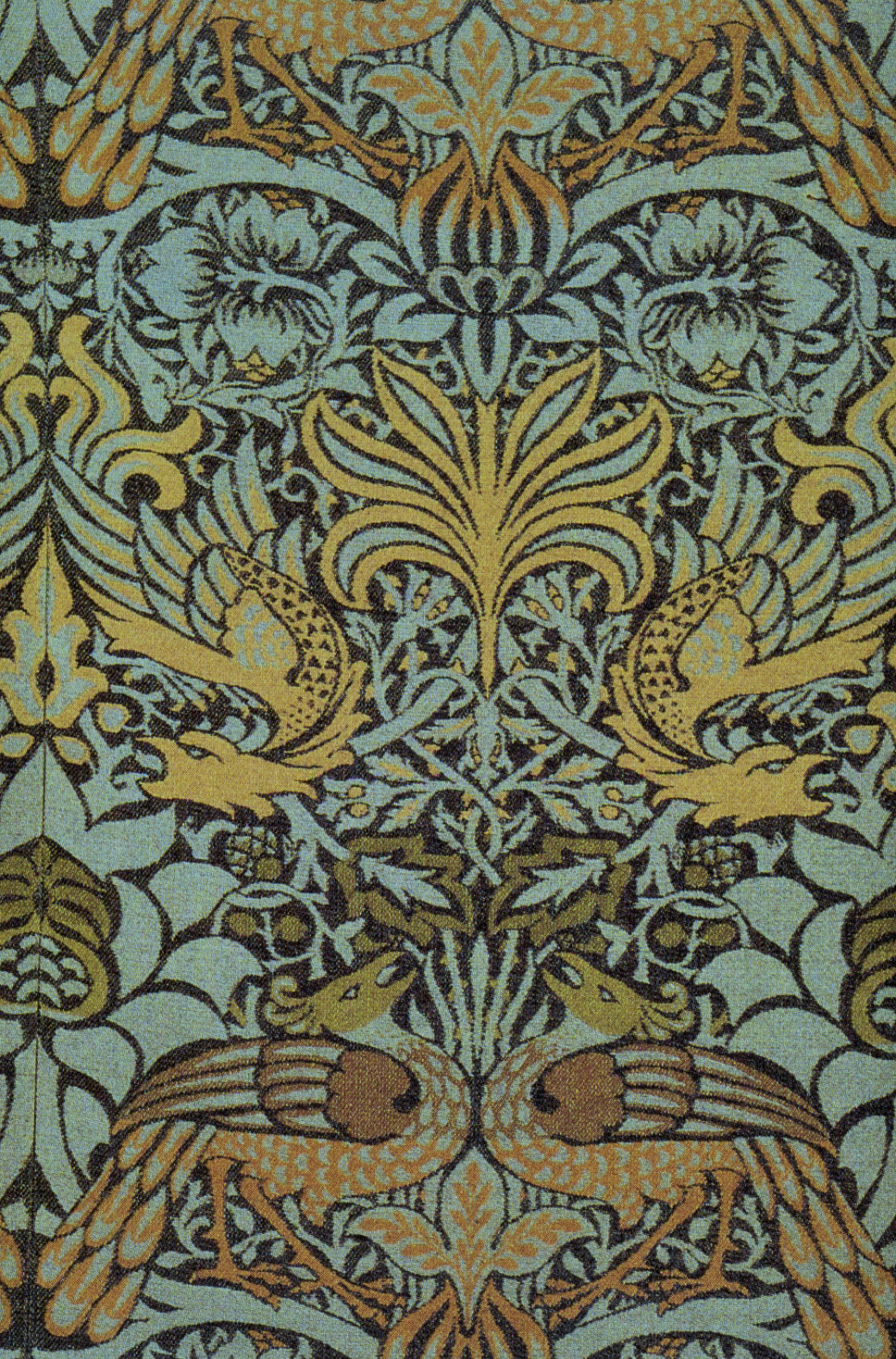
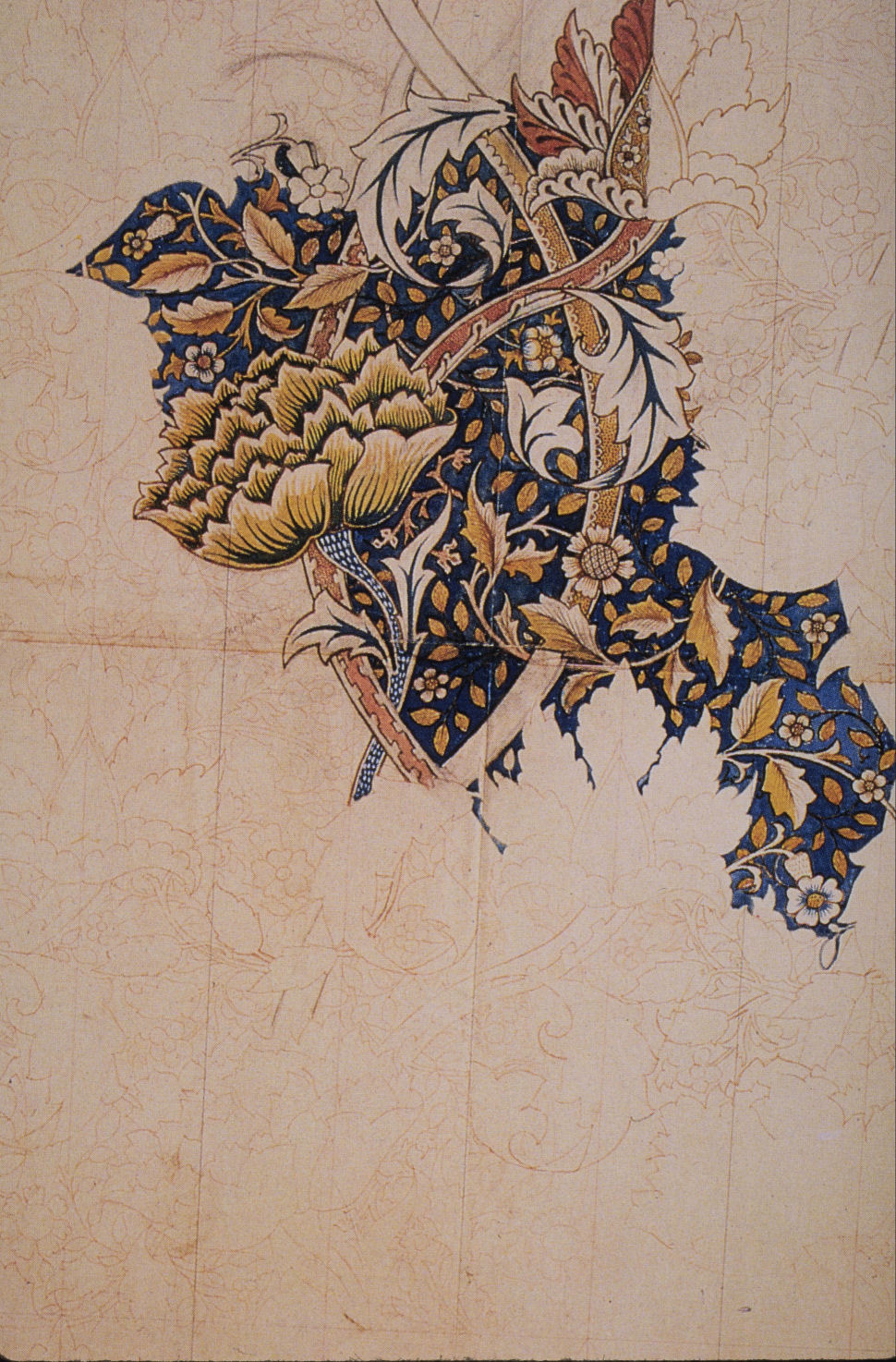
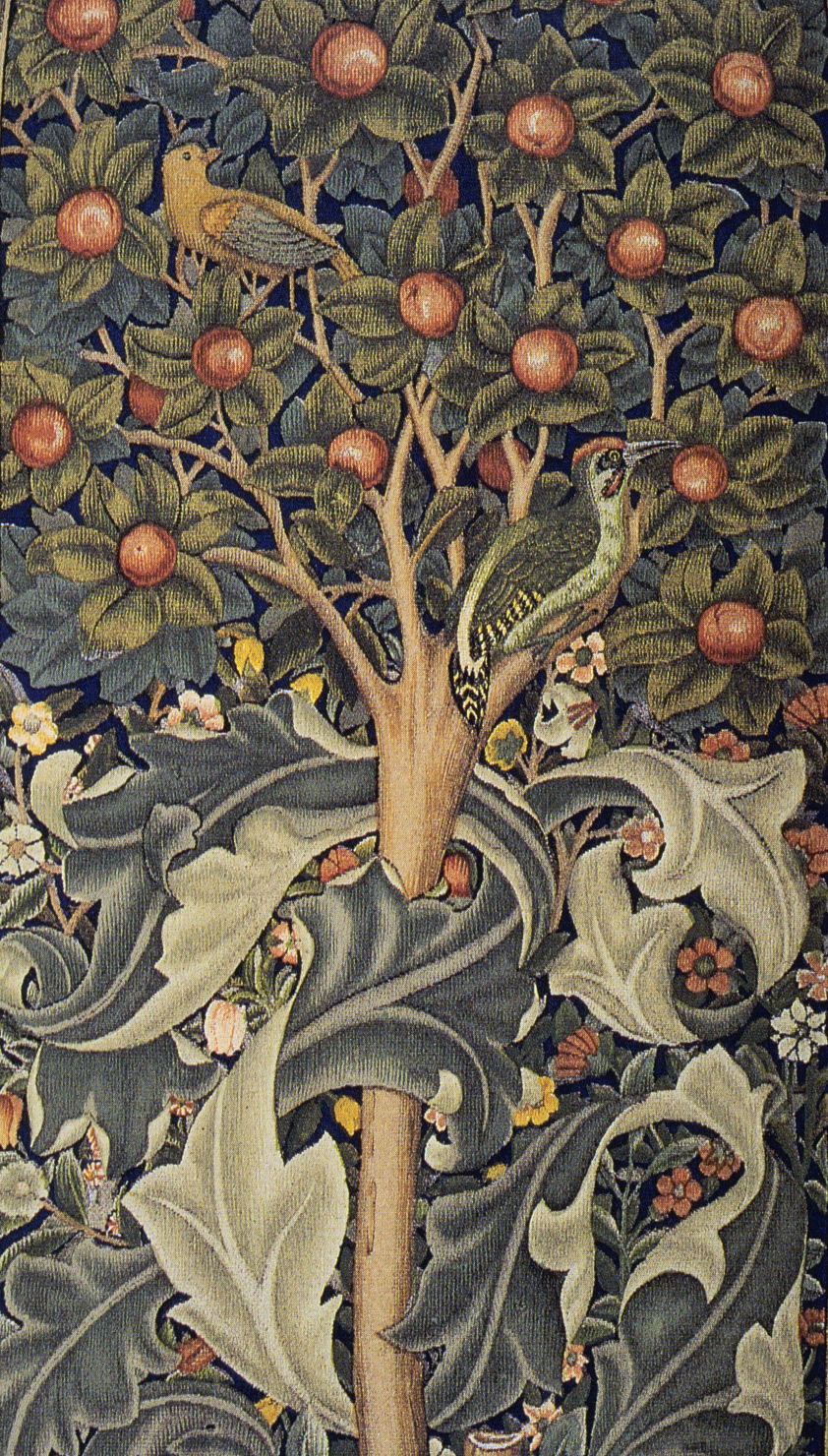

## دکوراسیون داخلی
دکوراسیون داخلی و طراحی داخلی از دوران ویکتوریا به نظم و ترتیب و تزئینات اشاره کرد. در خانه‌های این دوره فضاهای عمومی و فضای خصوصی به دقت از هم جدا شده‌اند.سالن مهم‌ترین اتاق در خانه بود و برای صاحب خانه حکم ویترین را داشت که مهمان‌ها در آن سرگرم می‌شدند. اتاق ناهار خوری دومین اتاق مهم در خانه بود. میز پادیواری اغلب نقطه کانونی اتاق ناهار خوری بود.

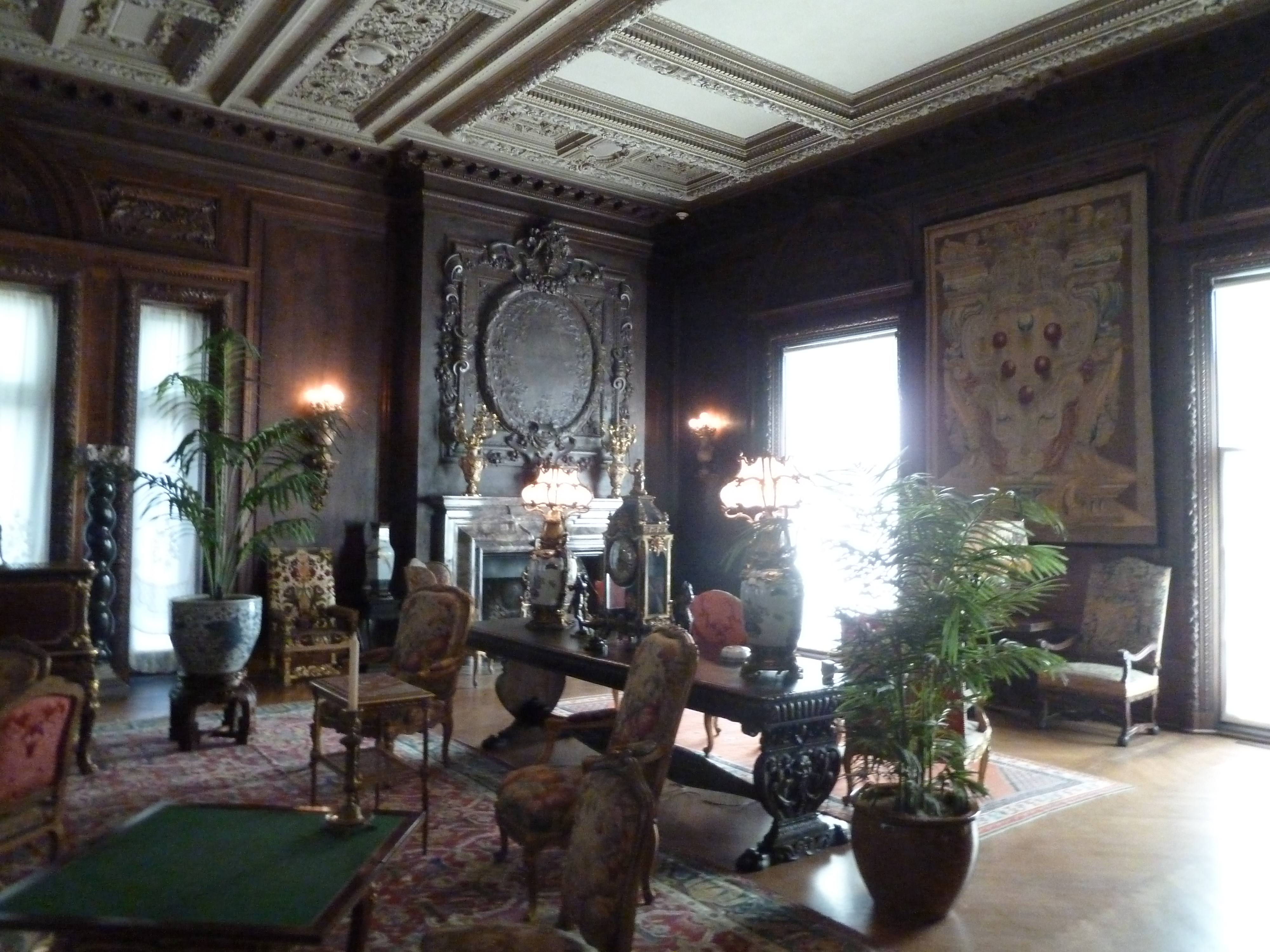
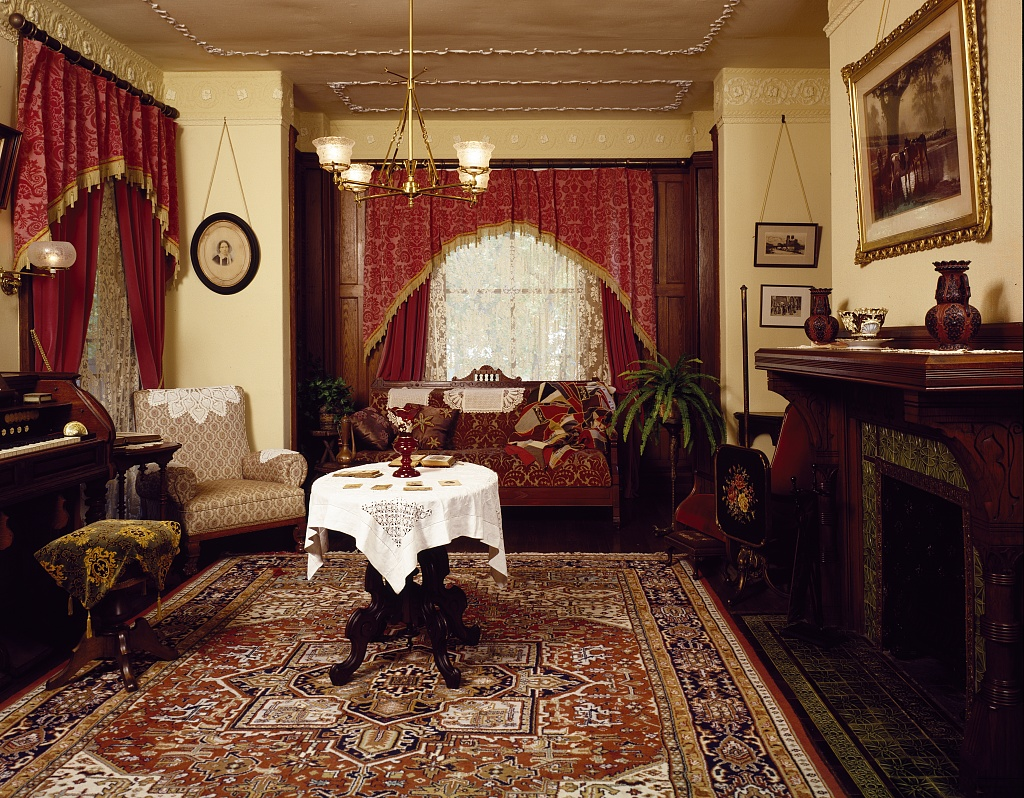
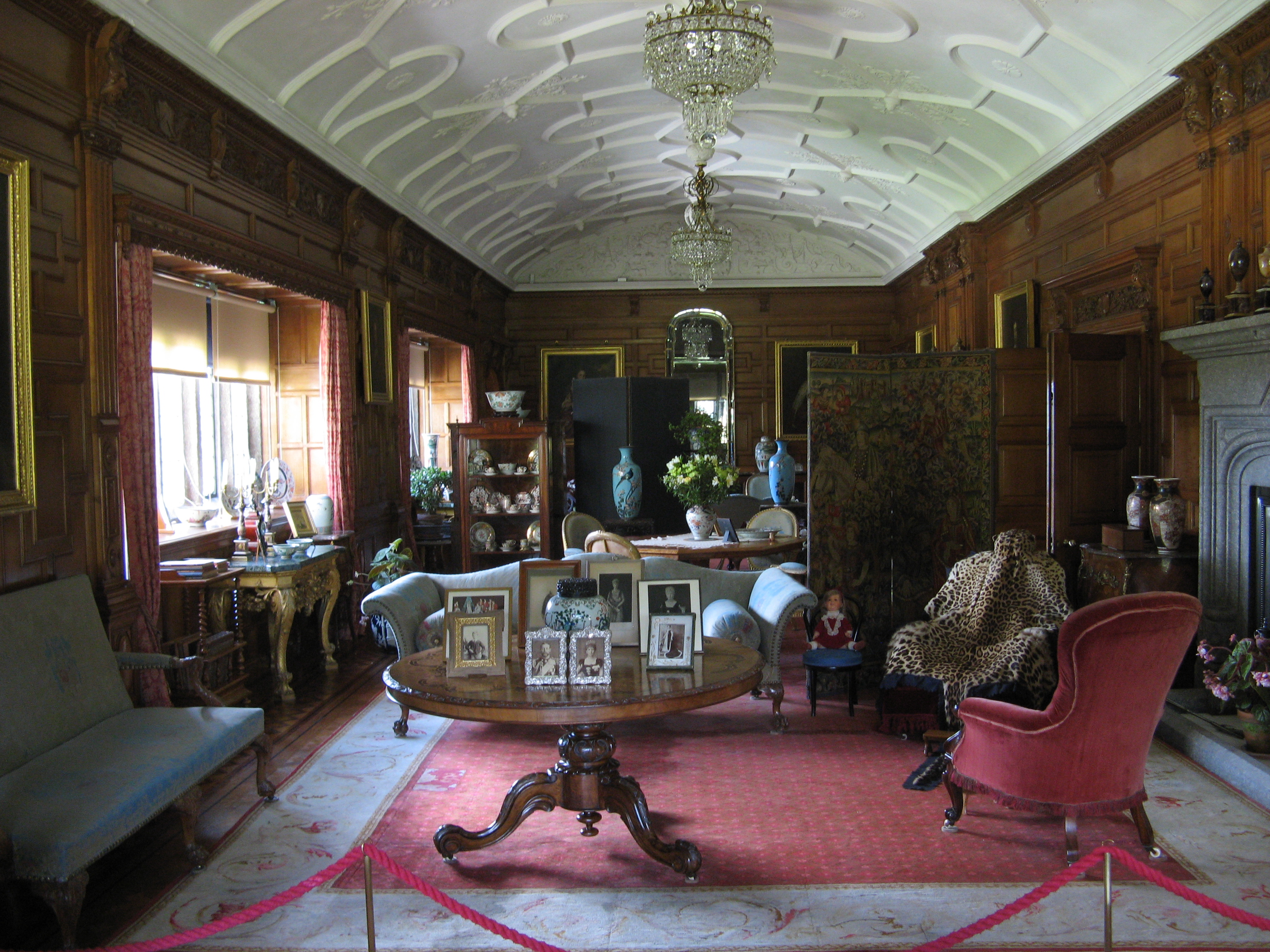
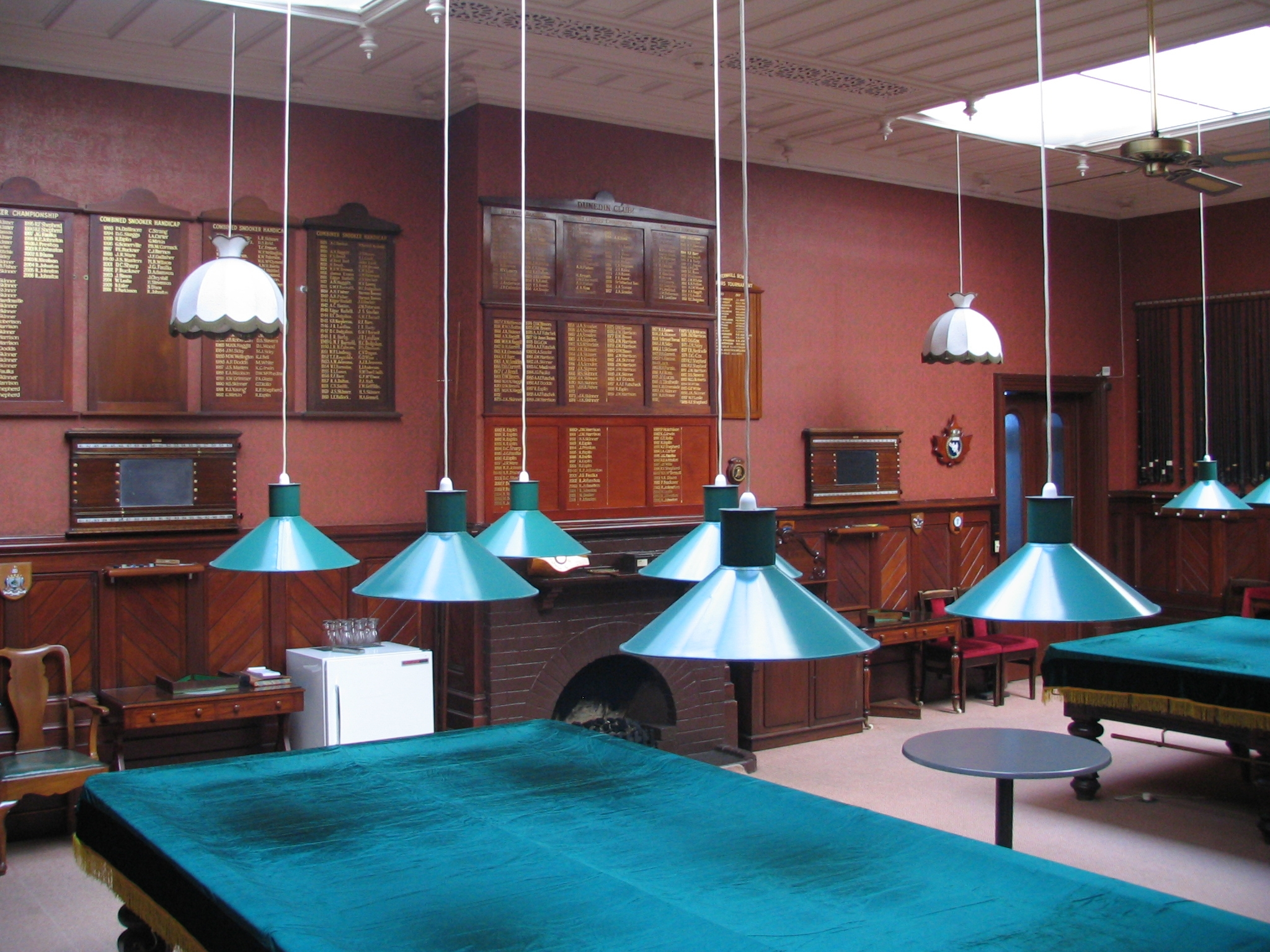
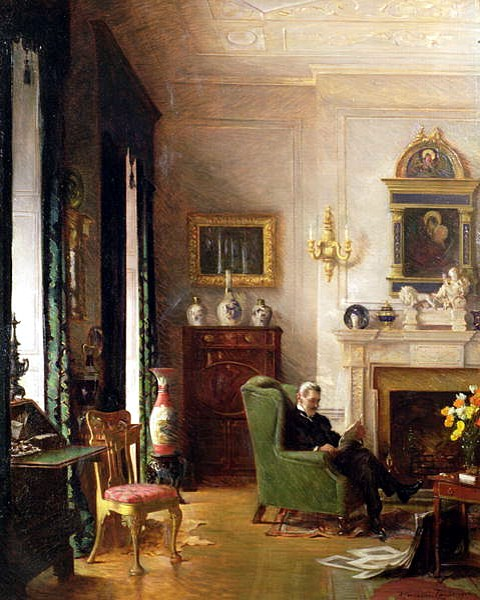
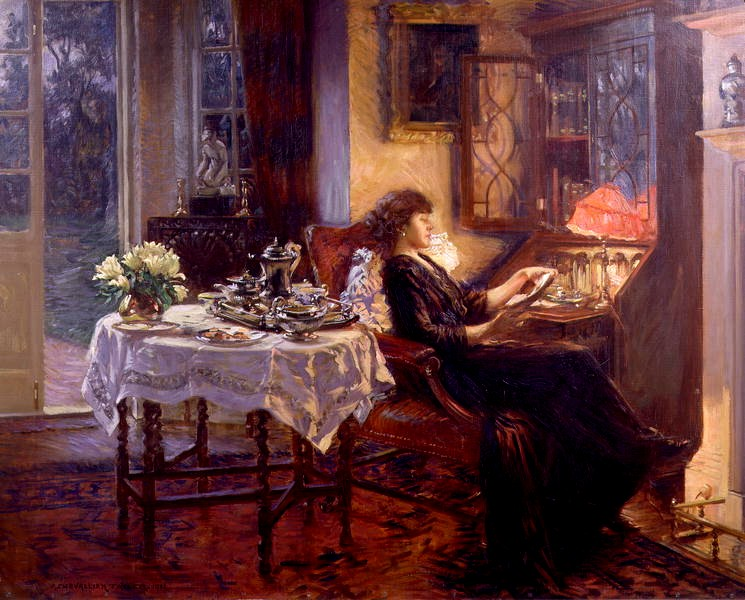
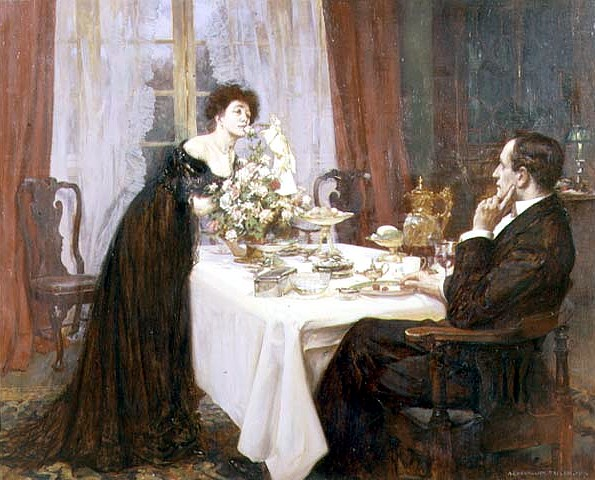
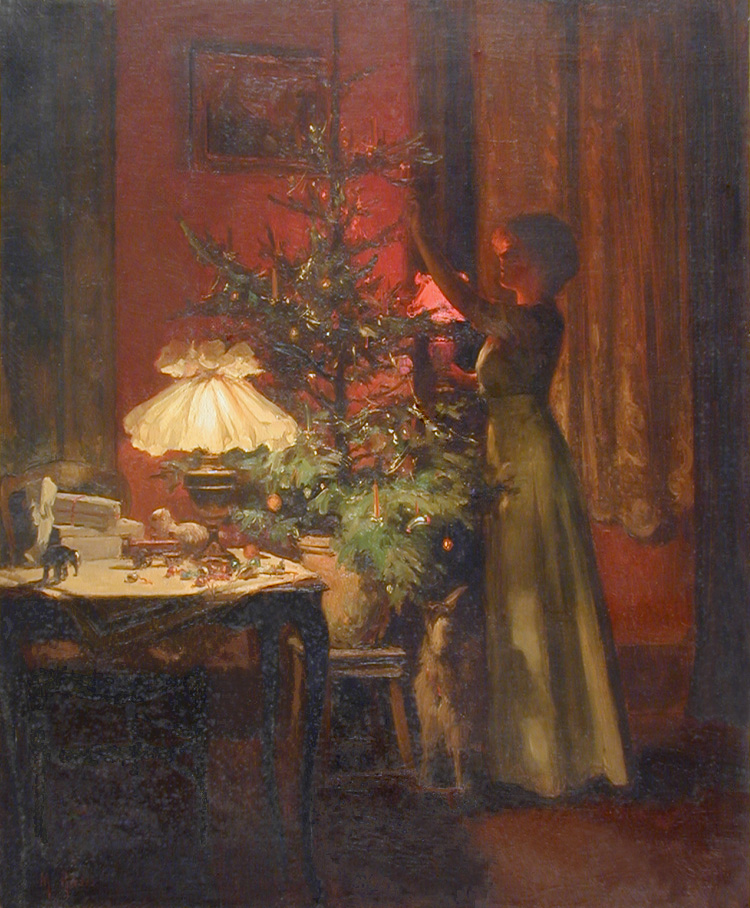

## مبلمان
در دوره ویکتوریا یک سبک غالب مبلمان وجود ندارد. بسیاری از سبک‌ها از دوره‌های زمانی مختلف در طول تاریخ مثل گوتیک، خانواده سلطنتی تودور، الیزابت، انگلیسی عجیب و غریب، نئوکلاسیک گرفته شده‌است. احیای سبک گوتیک و روکوکو رایج‌ترین سبک در مبلمان در طول این زمان در تاریخ دیده می‌شود.

## دیوار و سقف
رنگ نقاشی روی دیوار در خانه ویکتوریایی بر اساس استفادهٔ اتاق انتخاب می‌شود. راهرو که در سالن ورودی قرار دارد به رنگ خاکستری تیره رنگ آمیزی شده‌است. اکثر مردم دیوارها را چوب کار می‌کردند. قواعد خاص برای انتخاب رنگ فضای داخلی وجود داشت. در نظریه " هارمونی در آنالوژی " از رنگ‌هایی که در چرخهٔ رنگ در کنار یکدیگر قرار داشتند استفاده می‌شود. و دوم، در " هارمونی در کنتراست" بود که از رنگ‌هایی که در چرخهٔ رنگ در مقابل هم قرار داشت استفاده می‌شود.